# Erika Szuh
Erika Szuh (* 21. Februar 1990 in Celldömölk) ist eine ungarische Fußballspielerin.

## Karriere

### Vereine
Szuh spielte in der Jugend beim Viktória FC-Szombathely. Den ersten Profivertrag bekam sie auch bei der Viktória. Mit der Mannschaft war sie ungarische Meisterin und gewann zweimal den ungarischen Pokal. Szuh wechselte im Juli 2010 zum 1. FC Lokomotive Leipzig, mit der Mannschaft ist sie 2011 in die 1. Frauenbundesliga aufgestiegen. Die Mittelfeldspielerin wechselte nach der Auflösung der Frauenabteilung des 1. FC Lokomotive Leipzig zum Ligarivalen 1. FC Lübars. In Lübars spielte sie in zwei Jahren in 44 Spielen und erzielte 8 Tore, bevor sie im Sommer 2015 beim FC Neunkirch unterschrieb. Am 30. Dezember 2015 löste sie ihren Einjahresvertrag in Neunkirch auf und kehrte zum 1. FC Lübars zurück. In Lübars lief sie in der Rückrunde in 11 Spielen auf und erzielte 1 Tor, bevor Szuh im Sommer 2016 beim SV Blau-Weiß Hohen Neuendorf unterschrieb. Seit August 2018 läuft sie für Türkiyemspor Berlin auf, mit dem sie 2020 von der viertklassigen Berlin-Liga in die Regionalliga Nordost aufstieg. Seit März 2022 fungiert sie zusätzlich als Trainerin ihrer Mannschaft.

### Nationalmannschaft
Szuh spielt seit 2009 in der ungarischen Nationalmannschaft.

## Erfolge
- Ungarische Meisterschaft (2009)
- Ungarischer Pokal (2008, 2009)
- Aufstieg in die 1. Frauenbundesliga (2011)
- Aufstieg in die Regionalliga Nordost (2020)
- Landespokal Berlin (2022)